# 賈賁
賈賁，唐朝軍事人物，父為閬州刺史賈璿。安史之亂爆發後，以單父（今山東單縣）縣尉的身份加入吳王李祗的陣營，率兵平難。
後又領兵至雍丘（今河南杞縣）會師張巡，共有士卒兩千餘人，燕軍將領令狐潮因戰俘內亂，陣勢大亂，賈賁、張巡乘機將之擊退，擄獲了令狐潮的妻、子，張巡把他們全部處死。吳王李祗上奏，封賈賁為監察御史。
不久，令狐潮又率兵一萬五千人來犯，唐軍只有三千人，賈賁因兵力懸殊而戰死。